# Bernard Kręczyński
Bernard Ryszard Kręczyński (nascido em 28 de abril de 1953) é um ex-ciclista polonês de ciclismo de pista.
Kręczyński competiu representando as cores da Polônia nos Jogos Olímpicos de Verão de 1972 em Munique, onde terminou em quarto lugar na perseguição por equipes de 4 km. Os outros membros da equipe foram Paweł Kaczorowski, Janusz Kierzkowski e Mieczysław Nowicki.